# Petitefontaine
Petitefontaine es una comuna francesa situada en el departamento del Territorio de Belfort, de la región de Borgoña-Franco Condado.

## Geografía
Está ubicada a 15 km al noreste de Belfort et fronteriza del Alto Rin.

## Historia
Entre 1871 y 1918, estaba en la frontera con Alemania.

## Demografía
| 111 | 114 | 120 | 142 | 158 | 173 | 197 | 191 |
| Para los censos de 1962 a 1999 la población legal corresponde a la población sin duplicidades (Fuente: INSEE [Consultar]) |     |     |     |     |     |     |     |